# Eric Hamp
Eric Pratt Hamp (ur. 16 listopada 1920 w Londynie w Wielkiej Brytanii, zm. 17 lutego 2019), lingwista amerykański, etymolog, indoeuropeista, specjalista w zakresie języka albańskiego, języków celtyckich, a także języków amerykańskich Indian.
Pracę doktorską obronił na Uniwersytecie Harvarda. Jest profesorem Uniwersytetu Chicagowskiego w Chicago i autorem ponad 150 prac naukowych.
Został wyróżniony doktoratem honoris causa przez włoski Università degli Studi Mediterranea w Reggio di Calabria. Jest członkiem Albańskiej Akademii Nauk.
Członek Naukowej Rady Redakcyjnej czasopisma "Studia Indogermanica Lodziensia".

## Dzieła
- 1966: A Glossary of American Technical Linguistic Usage
- 1993: Vaccarizzo Albanese Phonology
- 2007: Studime krahasuese për shqipen (Studia porównawcze nad językiem albańskim), wyd. Prisztina.